# 公孙有山
公孙有山，又作公孙有山氏、公孙有陉氏，春秋时期鲁国的大夫。
前482年（周敬王三十八年、魯哀公十三年、吴王夫差十四年），吴国与晋国黄池之会时，吴国的申叔仪到公孙有山氏那里讨粮食，说：“佩玉垂下来，我没有地方系住它；美酒一杯，我和穿褐衣的贫苦老人斜视着却喝不到。”暗指自己缺少吃喝。公孙有山氏回答说：“细粮已经没了，粗粮还有一些。如果你登上首山喊‘庚癸’（下等货），我就答应你。”前471年（周元王五年、魯哀公二十四年、越王勾践二十六年），鲁哀公访问越国，和越国太子適郢关系很友好，太子適郢要把女儿嫁给鲁哀公并给予很多土地。公孙有山派人告诉季康子。季康子恐惧，派人走太宰嚭的关系，送上财礼，事情才得中止。前468年（周贞定王元年、魯哀公二十七年、越王勾践二十九年），鲁哀公想要利用越国攻打鲁国而除掉三桓。八月初一日，鲁哀公到了公孙有陉氏那里，由此又逃亡到邾国，后来乘机去了越国。鲁国人就归罪公孙有山。鲁国人迎接鲁哀公复归，鲁哀公死在公孙有山家里。